# Łęg Rokietnicki
Łęg Rokietnicki (Rokietnica, Matejówka) – rzeka, lewostronny dopływ Sanu o długości 32,24 km. Wypływa z północnych zboczy Pogórza Dynowskiego na terenie wsi Wola Rokietnicka. Przepływa przez gminy: Rokietnica, Chłopice, Radymno, Jarosław. Uchodzi do Sanu na południe od Jarosławia w okolicach wsi Tuczempy.